# Második Kallsberg-kormány
A második Kallsberg-kormány Feröer kormánya volt 2002. június 6. és 2004. február 3. között, Anfinn Kallsberg (Fólkaflokkurin) miniszterelnök vezetésével. A koalíciót a Fólkaflokkurin, a Tjóðveldisflokkurin, a Sjálvstýrisflokkurin és a Miðflokkurin alkotta. Høgni Hoydal autonómia- és igazságügyi miniszter volt, de ellátta a miniszterelnök-helyettesi pozíciót is. Ideiglenesen a kulturális tárcát is vezette 2003 márciusa és szeptembere között. Egy gyanús gazdasági ügy miatt a Tjóðveldisflokkurin kilépett a koalícióból, és Anfinn Kallsbergnek időközi választást kellett kiírnia. A 2004-es Løgting-választás után Jóannes Eidesgaard kormánya váltotta fel.

## Fordítás
- Ez a szócikk részben vagy egészben a Anfinn Kallsbergs andre regjering című norvég Wikipédia-szócikk ezen változatának fordításán alapul.  Az eredeti cikk szerkesztőit annak laptörténete sorolja fel. Ez a jelzés csupán a megfogalmazás eredetét és a szerzői jogokat jelzi, nem szolgál a cikkben szereplő információk forrásmegjelöléseként.

## Külső hivatkozások
- Feröer kormányai 1948 óta, Feröeri kormány (feröeri)

| Elődje: Első Kallsberg-kormány | Második Kallsberg-kormány 2002-2004 | Utódja: Első Eidesgaard-kormány |